# Quirguistão nos Jogos Olímpicos de Inverno de 2014
O Quirguistão participou dos Jogos Olímpicos de Inverno de 2014, realizados na cidade de Sóchi, na Rússia. Foi a sexta aparição do país em Olimpíadas de Inverno.

## Desempenho

### Esqui alpino
Uma vaga no esqui alpino foi obtida pelo Quirguistão, sendo originalmente designada a Dmitry Trelevski. Porém durante os treinamentos em 12 de fevereiro, Trelevski sofreu uma grave contusão e precisou desistir dos Jogos, sendo substituído por Evgeniy Timofeev.
Masculino
| Atleta           | Evento         | Resultado  | Resultado  | Resultado | Resultado |
| Atleta           | Evento         | 1ª descida | 2ª descida | Total     | Pos.      |
| ---------------- | -------------- | ---------- | ---------- | --------- | --------- |
| Evgeniy Timofeev | Slalom         | 1:02.47    | 1:12.96    | 2:15.43   | 41º       |
| Evgeniy Timofeev | Slalom gigante | 1:34.65    | 1:37.07    | 3:11.72   | 61º       |

Legenda
| Recorde mundial      | Recorde mundial (World record)               |                       | Recorde africano                      | Recorde africano (African) |                                           | Q | Classificado por posição (Qualified) |
| Recorde olímpico     | Recorde olímpico (Olympic record)            | Recorde da América    | Recorde da América (Americas)         | q                          | Classificado por melhor tempo (Qualified) |   |                                      |
| Melhor marca do ano  | Melhor marca do ano (World leading)          | Recorde asiático      | Recorde asiático (Asian)              | DNS                        | Não largou (Did not start)                |   |                                      |
| Recorde nacional     | Recorde nacional (National record)           | Recorde europeu       | Recorde europeu (European)            | DNF                        | Não terminou (Did not finish)             |   |                                      |
| Recorde pessoal      | Recorde pessoal do atleta (Personal best)    | Recorde da Oceania    | Recorde da Oceania (Oceania)          | DSQ / DQ                   | Desclassificado (Disqualified)            |   |                                      |
| Recorde da temporada | Recorde da temporada do atleta (Season best) | Recorde sul-americano | Recorde sul-americano (South America) | NM                         | Sem marca (No mark)                       |   |                                      |